# Serdexméthylphénidate/dexméthylphénidate
 (février 2025).
Le serdexméthylphénidate/dexméthylphénidate, commercialisé sous le nom de marque Azstarys, est un médicament combiné utilisé pour traiter le trouble déficitaire de l'attention avec hyperactivité (TDAH). Il est prescrit aux personnes âgées d'au moins six ans et se prend par voie orale.
Les effets secondaires courants comprennent une diminution de l’appétit, des troubles du sommeil, des nausées, des douleurs abdominales, de l’anxiété, de l’irritabilité, une accélération du rythme cardiaque et une augmentation de la pression artérielle. D'autres effets secondaires peuvent inclure la psychose, le priapisme, le syndrome de Raynaud et des problèmes cardiaques. Il existe également un risque élevé d’abus. La sécurité du médicament pendant la grossesse n’est pas clairement établie. Il contient du serdexméthylphénidate et du dexméthylphénidate, qui agissent comme stimulants du système nerveux central.
La combinaison a été approuvée pour un usage médical aux États-Unis en 2021. Elle n'est pas approuvée en Europe ni au Royaume-Uni en 2022. Aux États-Unis, son coût est d'environ 400 $ par mois en 2022. Il est classé comme une substance contrôlée de l’annexe II aux États-Unis.